# Tephrolamia
Tephrolamia es un género de escarabajos longicornios de la tribu Acanthocinini.

## Especies
- Tephrolamia borbonica Fairmaire, 1901
- Tephrolamia fasciculata (Aurivillius, 1922)